# Jim Supangkat
Jim Supangkat (Makassar, 1949) is een Indonesisch beeldhouwer, kunstcriticus en conservator. Hij bracht Indonesische kunst internationaal op de kaart, die tot op dat moment in het buitenland nagenoeg geen bekendheid genoot. Hij richtte in Zuidoost-Azië verschillende regionale kunstforums op.

## Levensloop
Supangkat studeerde vanaf 1970 aan de faculteit van schone kunsten en ontwerp van de Technische Hogeschool Bandoeng. Hier studeerde hij onder meer esthetica bij Dick Hartoko. Hij studeerde hier af in 1975.
Supangkat begon zijn loopbaan aanvankelijk als beeldhouwer en richtte hetzelfde jaar, in 1975, Gerakan Seni Rupa Baru (Nieuwe Kunstbeweging Indonesië) op. Met deze kunstbeweging kondigde hij een nieuwe koers aan voor kunst die in Indonesië onder Soekarno een ondergewaardeerde beeldvorming kende. De beweging zorgde voor een jarenlang onafhankelijk, theoretisch debat over kunst en wordt tegenwoordig beschouwd als het begin van de hedendaagse kunstkritiek in Indonesië.
Jaren van debat brachten bij hem het besef van de behoefte van het professionele conservatorschap in Indonesië. In 1992 besloot hij daarom zijn werk als spreker en kunstenaar te staken en exposities te organiseren. Tussen 1992 en 2000 organiseerde hij een groot aantal tentoonstellingen op het gebied van Aziatische hedendaagse kunst, waaronder:
- 1995: Moderne Kunst van de Niet-gebonden Landen
- 2003: CP Biënnale I
- 2005: CP Biënnale II

Hij organiseerde en cureerde daarnaast ook exposities in San Francisco (1991), Amsterdam (Oude Kerk, 1993), Johannesburg (1995) en Brisbane (1996),
Hij schreef daarnaast enkele boeken en een verscheidene essays en andere publicaties die Aziatische kunst en in het bijzonder die in Indonesië wereldwijd op de kaart zetten. Hiermee is hij een grote steun geweest voor veel kunstenaars in Indonesië. In 1997 werd hij hiervoor beloond met een Prins Claus Prijs.